# Bianchi 120 HP
Der Bianchi 120 HP ist der erste Rennwagen von Bianchi aus Italien.

## Beschreibung
Giuseppe Merosi entwickelte 1907 das Fahrzeug. Es hatte einen Vierzylindermotor. Jeweils zwei Zylinder waren paarweise gegossen, wie damals bei Bianchi üblich. Anfangs 145 mm Bohrung und 121 mm Hub ergaben 7992 cm³ Hubraum. Die Motorleistung betrug etwa 120 PS. Sie wurde über Ketten an die Hinterräder übertragen. Die offene Karosserie bot Platz für Fahrer und einen mitfahrenden Mechaniker.
Im September 1907 wurde der Motor an das Reglement für Coppa Florio und Coppa Bologna angepasst. Die Bohrung musste auf 130 mm reduziert werden. Sofern der Hub beibehalten wurde, ergab das 6424 cm³ Hubraum.

## Renneinsätze
Gian Ferdinando Tomaselli und Carlo Maserati nahmen am 13. und 14. Juni 1907 am Kaiserpreis-Rennen 1907 im Taunus teil. Tomaselli belegte Rang 17. Maserati hatte eine Runde Rückstand auf den Sieger.
Am 1. September 1907 starteten Maserati, Tomaselli und Anderloni bei der Coppa Florio in Brescia. Maserati wurde Neunter, die beiden anderen fielen aus.
Am 15. März 1908 errang Nino Franchini den fünften Platz beim Rennen auf einer Rennstrecke bei Verona.
Am 7. September 1908 nahmen Brambilla, Franchini, Mayr und Tomaselli an der Coppa Bologna. Das beste Ergebnis erzielte Brambilla mit Platz acht.
Franchini startete 1908 beim Rennen am Semmering-Pass in Österreich.